# Erioptera (Meterioptera) javanensis
Erioptera (Meterioptera) javanensis is een tweevleugelige uit de familie steltmuggen (Limoniidae). De soort komt voor in het Oriëntaals gebied.